# Mellansjön (Dorotea socken, Lappland)
Mellansjön är en sjö i Dorotea kommun i Lappland och ingår i Ångermanälvens huvudavrinningsområde. Sjön har en area på 0,232 kvadratkilometer och ligger 377,9 meter över havet.

## Delavrinningsområde
Mellansjön ingår i det delavrinningsområde (713791-153979) som SMHI kallar för Inloppet i Latiksjön. Medelhöjden är 379 meter över havet och ytan är 62,88 kvadratkilometer. Räknas de 2 avrinningsområdena uppströms in blir den ackumulerade arean 120,61 kvadratkilometer. Stamsjöån som avvattnar avrinningsområdet har biflödesordning 2, vilket innebär att vattnet flödar genom totalt 2 vattendrag innan det når havet efter 231 kilometer. Avrinningsområdet består mestadels av skog (51 procent) och sankmarker (43 procent). Avrinningsområdet har 0,47 kvadratkilometer vattenytor vilket ger det en sjöprocent på 0,7 procent.